# Euphorbia buschiana
Euphorbia buschiana är en törelväxtart som beskrevs av Aleksandr Alfonsovitj Grossgejm. Euphorbia buschiana ingår i släktet törlar, och familjen törelväxter. Inga underarter finns listade i Catalogue of Life.